# Жировая сетка

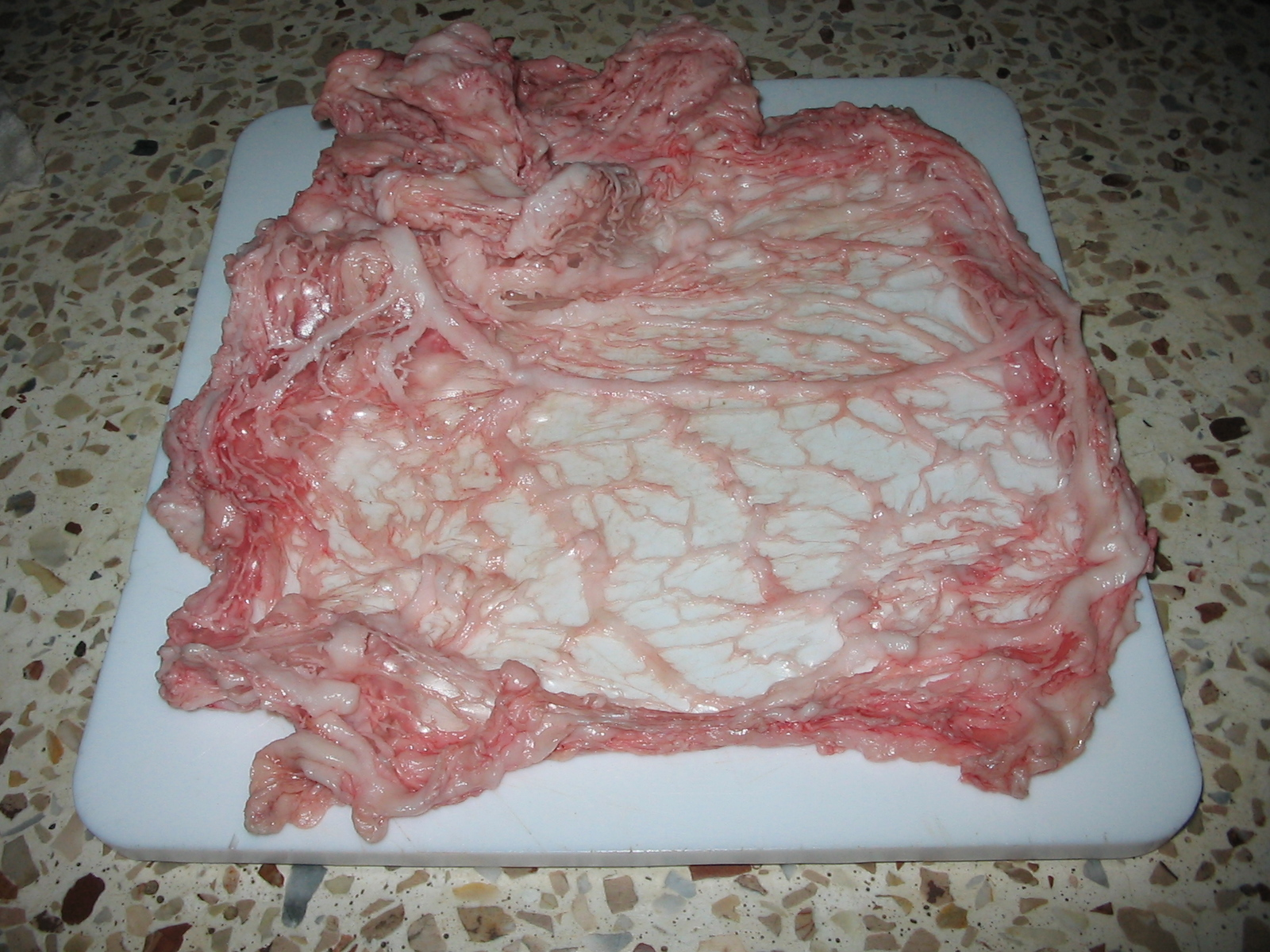
Свиная жировая сетка

Жировая сетка, сальник — тонкая жировая мембрана, которая обволакивает внутренние органы некоторых животных: овец, свиней, коров. Этот субпродукт используется в кулинарии в качестве оболочки для колбас, мясных рулетов и паштетов. Во время тепловой обработки жир растворяется почти полностью, но мембрана из соединительной ткани остаётся, удерживая начинку блюда.

## Использование
Жировая сетка используется в кулинарии, чтобы обернуть начинку перед приготовлением. Во время приготовления пищи жир плавится, ароматизируя пищу. Среди различных рецептов, в которых используют сальник можно упомянуть  швейцарское  блюдо адрио,  французское крепинет (крепинета),  кипрское шефталия, английское фаггот и грузинское абхазури. В русской и украинской кухнях жировая сетка используется в одноимённом блюде сальник, где начиняется кашей и печенью и готовится в горшке.

Блюда с жировой сеткой
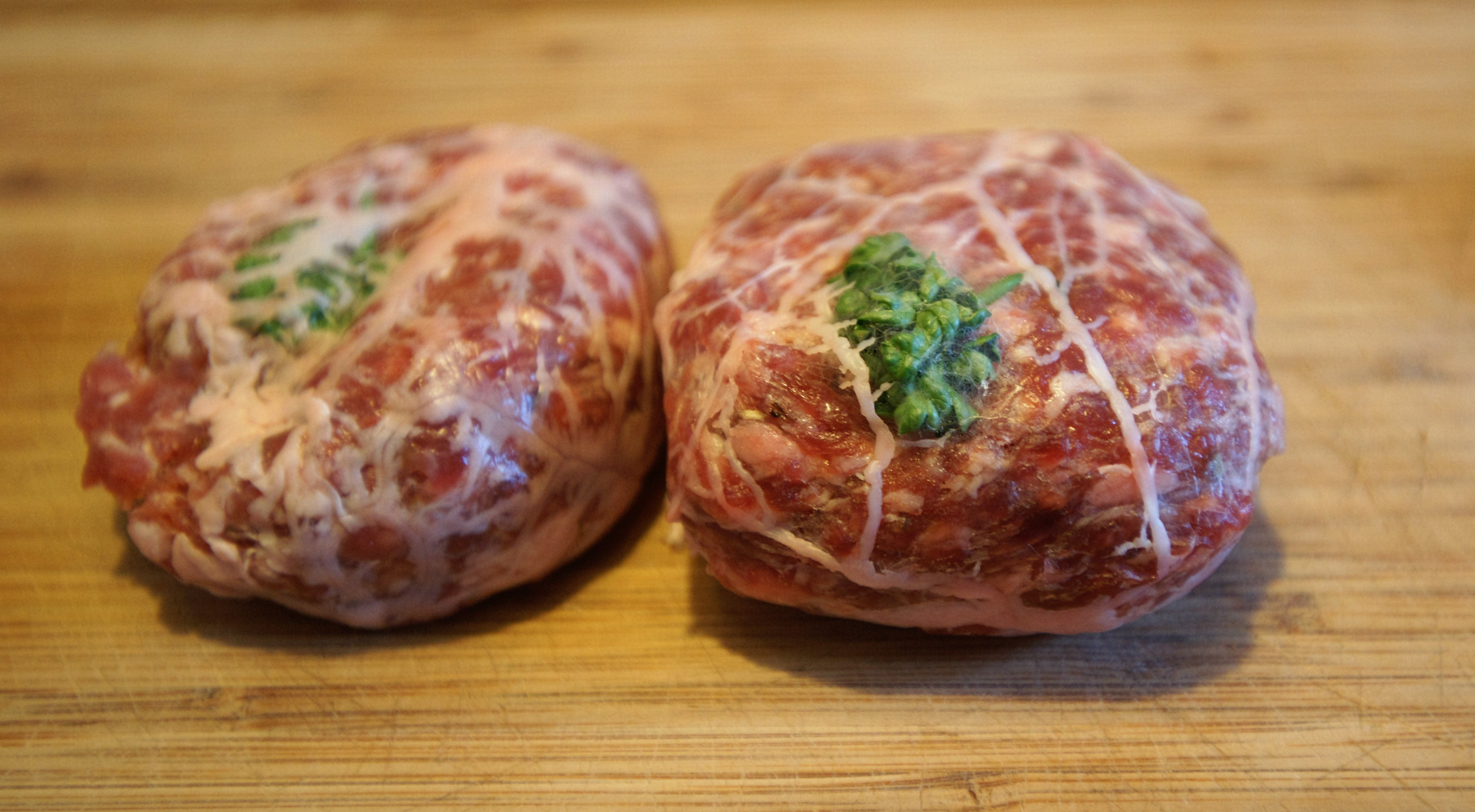
Аtriaux
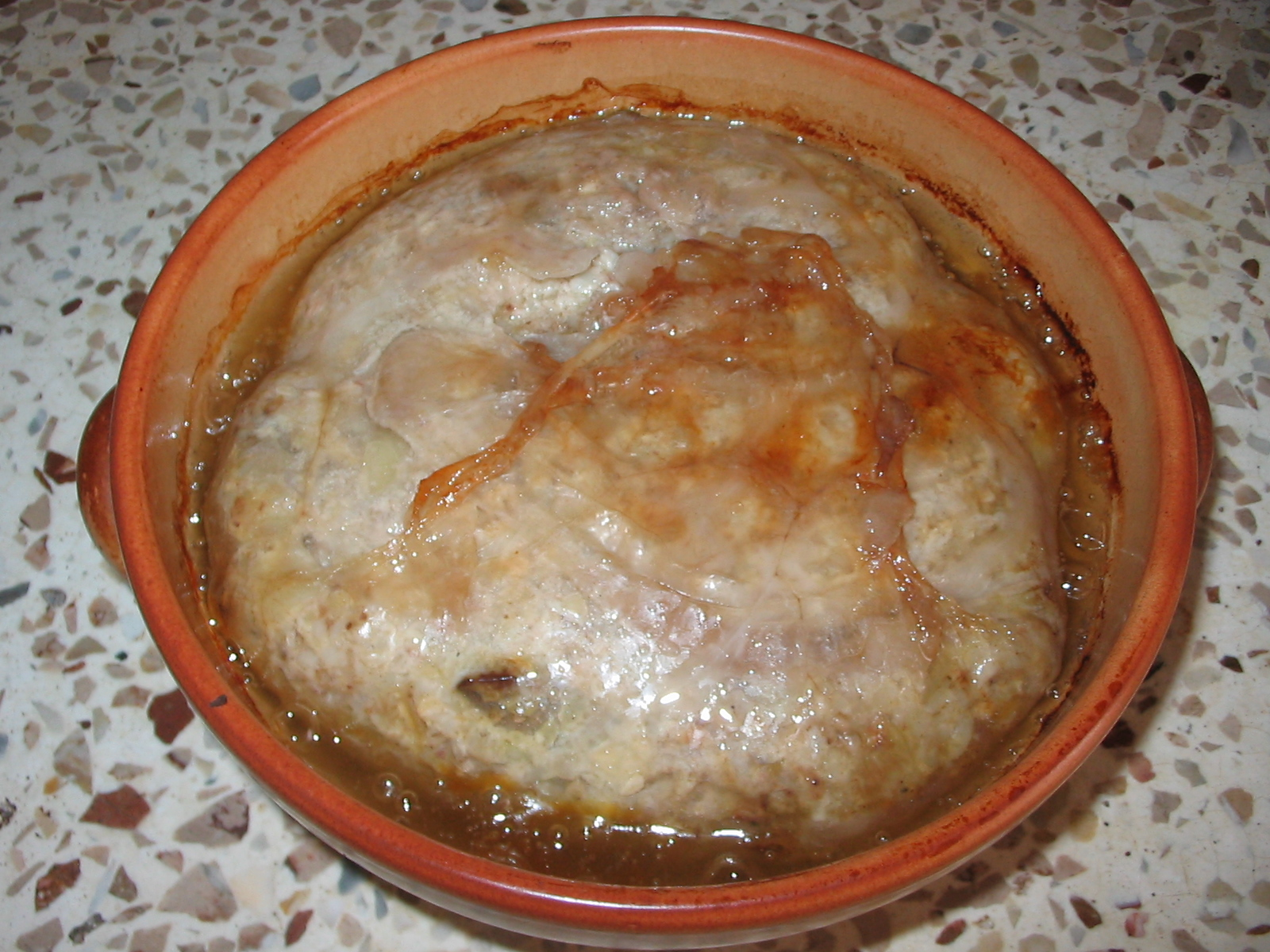
Сальник
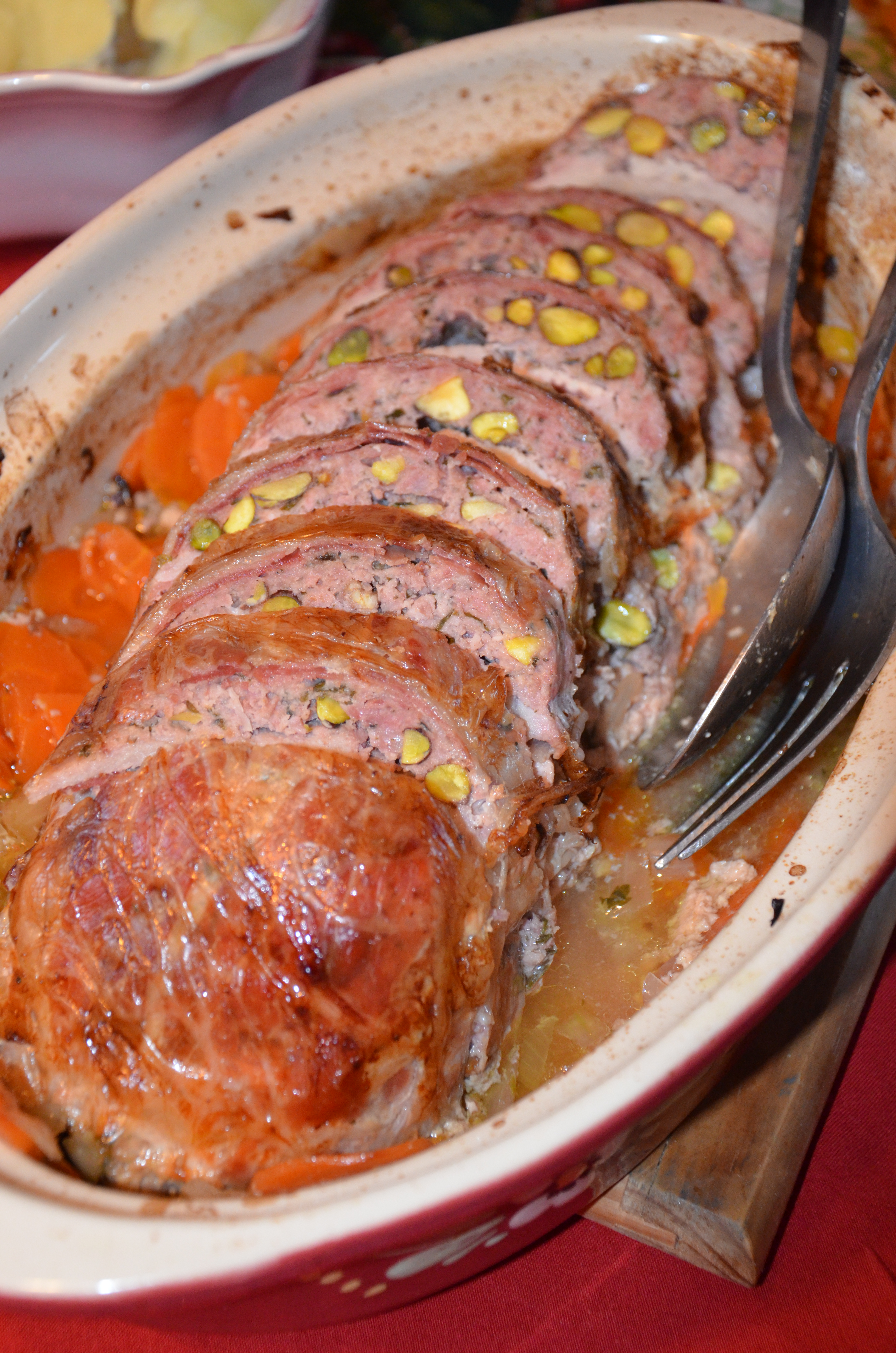
Французская колбаса из телятины